# Karabin maszynowy XM214
XM214 (znany także jako GAU -2B/A) – amerykański prototypowy karabin maszynowy, zmniejszona wersja sześciolufowego km-u M134 Minigun, zaprojektowany przez firmę General Electric.
Podobnie jak Minigun był bronią napędową systemu Gatlinga, z wiązką 6 luf wprawianych w ruch obrotowy silnikiem elektrycznym, który napędzał także mechanizmy przeładowania broni. Dzięki temu, że różne lufy były przeładowywane niezależnie od siebie, broń osiągała bardzo wysoką szybkostrzelność, do 6000 strzałów na minutę.
Karabin strzelał standardowym nabojem M 193 kal. 5,56 mm. Lekki nabój okazał się nieprzydatny dla wojsk powietrznych, dla których, jako wyposażenie helikopterów i samolotów szturmowych, karabin był pierwotnie planowany. Wojska lądowe nie były zainteresowane bronią o tak wysokiej szybkostrzelności i karabin nie został wdrożony do produkcji seryjnej.